# Saint-Laurent-de-Cuves
Saint-Laurent-de-Cuves is een gemeente in het Franse departement Manche (regio Normandië) en telt 481 inwoners (1999). De plaats maakt deel uit van het arrondissement Avranches.

## Geografie
De oppervlakte van Saint-Laurent-de-Cuves bedraagt 14,9 km², de bevolkingsdichtheid is 32,3 inwoners per km².
De onderstaande kaart toont de ligging van Saint-Laurent-de-Cuves met de belangrijkste infrastructuur en aangrenzende gemeenten.

## Demografie
Onderstaande figuur toont het verloop van het inwonertal (bron: INSEE-tellingen).

1. ↑  Populations de référence 2022.